# !T.O.O.H.!
A !T.O.O.H.! egy 1990-ben Prágában alakult együttes. Eleinte „Devastator” néven tevékenykedtek, majd 1993-ban választottak új  nevet, amely a „The Obliteration of Humanity” („Az emberiség kiirtása”) rövidítése. Deathgrind, progresszív death metal és avantgarde metal műfajokban zenélnek. Lemezkiadóik: Snuff Productions, Elitist Records, Earache Records. Főleg cseh nyelven énekelnek.

## Tagok
- Jan "Schizoid" Vesely - ének, dobok (1990–2005, 2011–2013, 2017–)
- Josef "Humanoid" Vesely - ének, gitár (1990–2005, 2011–2013, 2017–)

## Diszkográfia
- Vy kusy mrdacího masa (demó, 1995)
- Sen to není, nesmí (demó, 1997)
- Live in Prosek (demó, 1998)
- Z vyssí vúle (stúdióalbum, 2000)
- Pod vládou bíce (stúdióalbum, 2002)
- Rád a trest (2005)
- Democratic Solution (2013)
- Free Speech (2020)